# توری کیتلز
توری کیتلز(به انگلیسی: Tory Kittles)(زاده  ۱۹۷۵) بازیگر آمریکایی است.

## فیلم‌شناسی
تعدای از فیلم‌های شناخته شده وی:
- باجه تلفن
- آینده
- گریز بی‌نقص
- یاقوت‌های کبود
- سرزمین ببر
- در برابر طناب
- در میان جانوران
- سوراخ کشتن